# Parkomat
Parkomat – urządzenie techniczne służące do wnoszenia opłat za parkowanie.

## Galeria

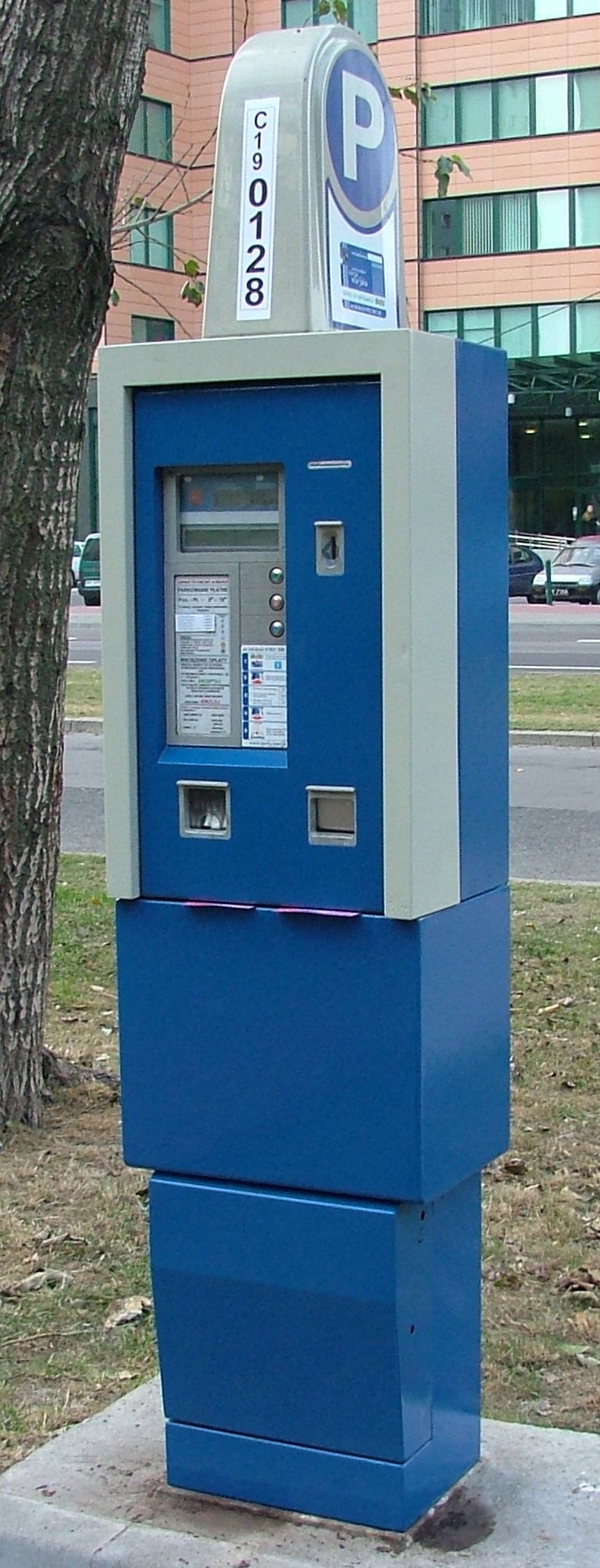
Parkomat stosowany w Warszawie
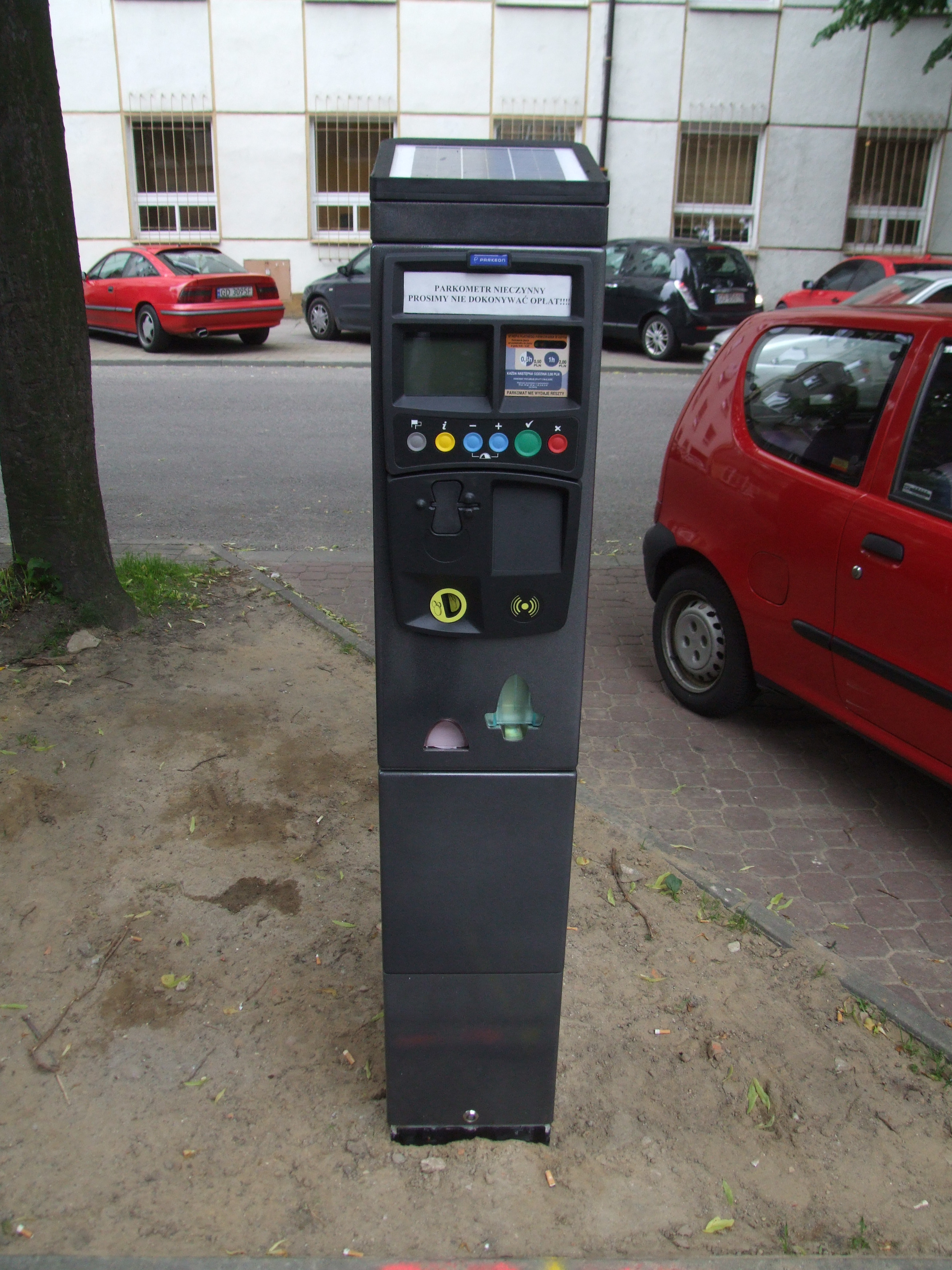
Parkomat w Gdyni
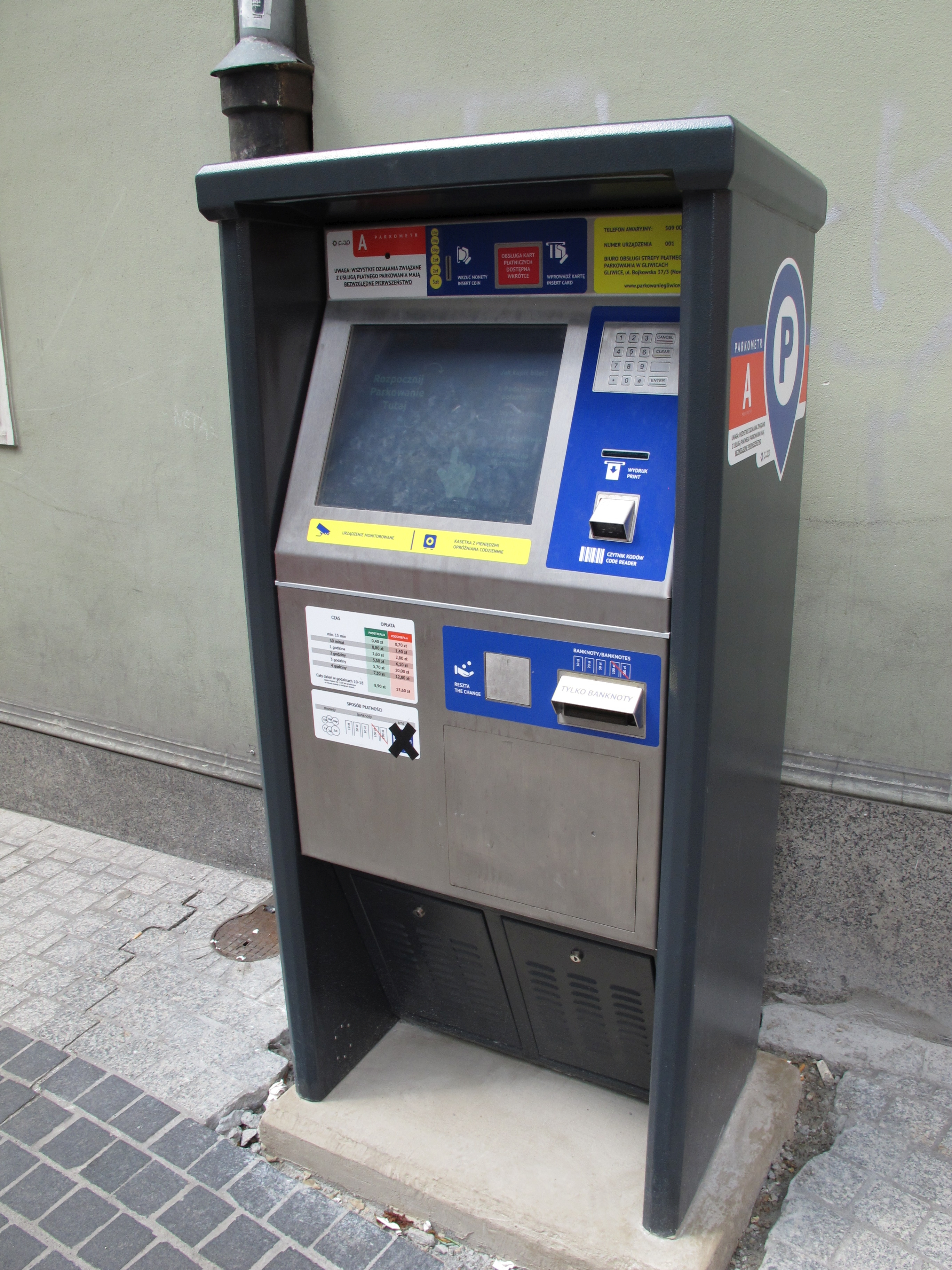
Parkomat w Gliwicach
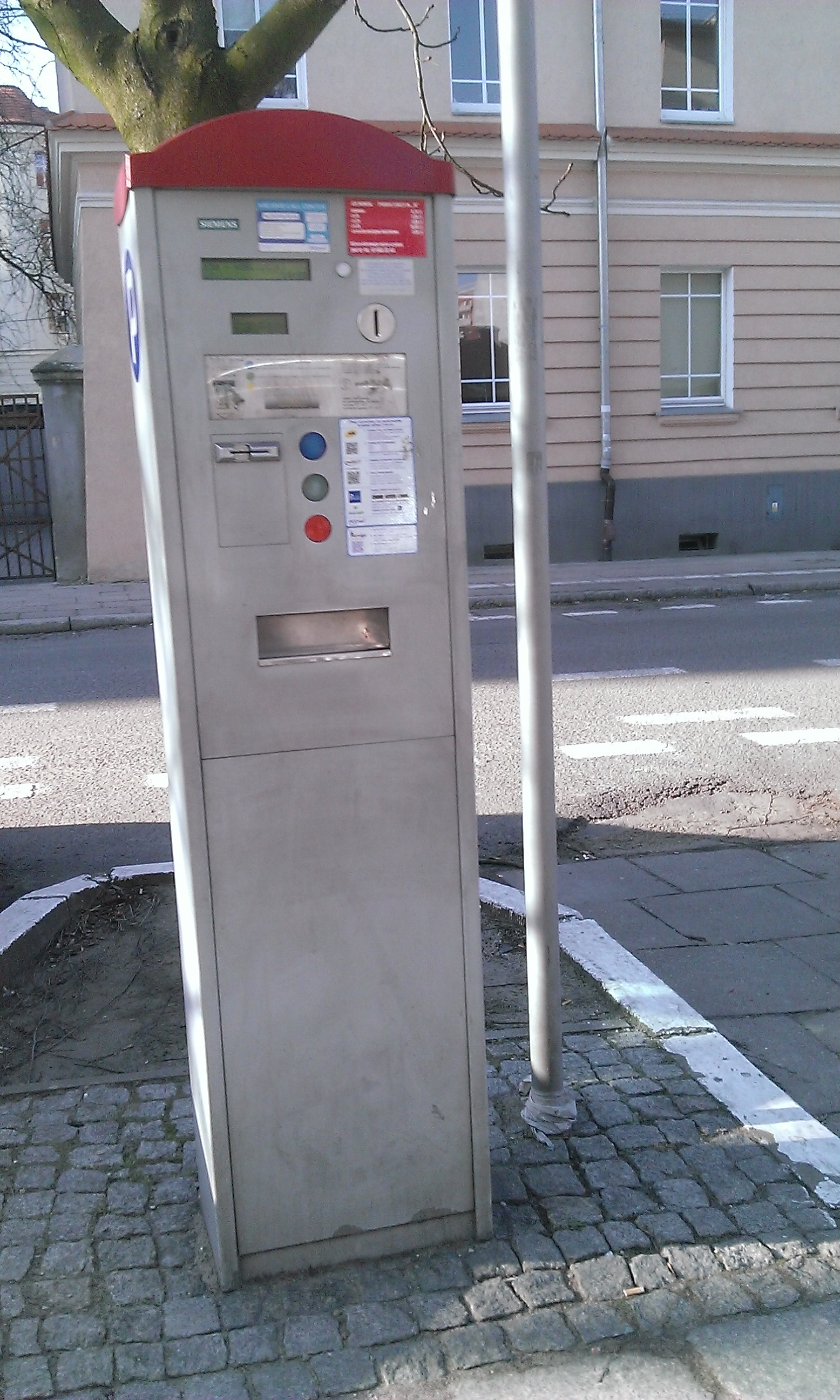
Parkomat w czerwonej strefie w Poznaniu
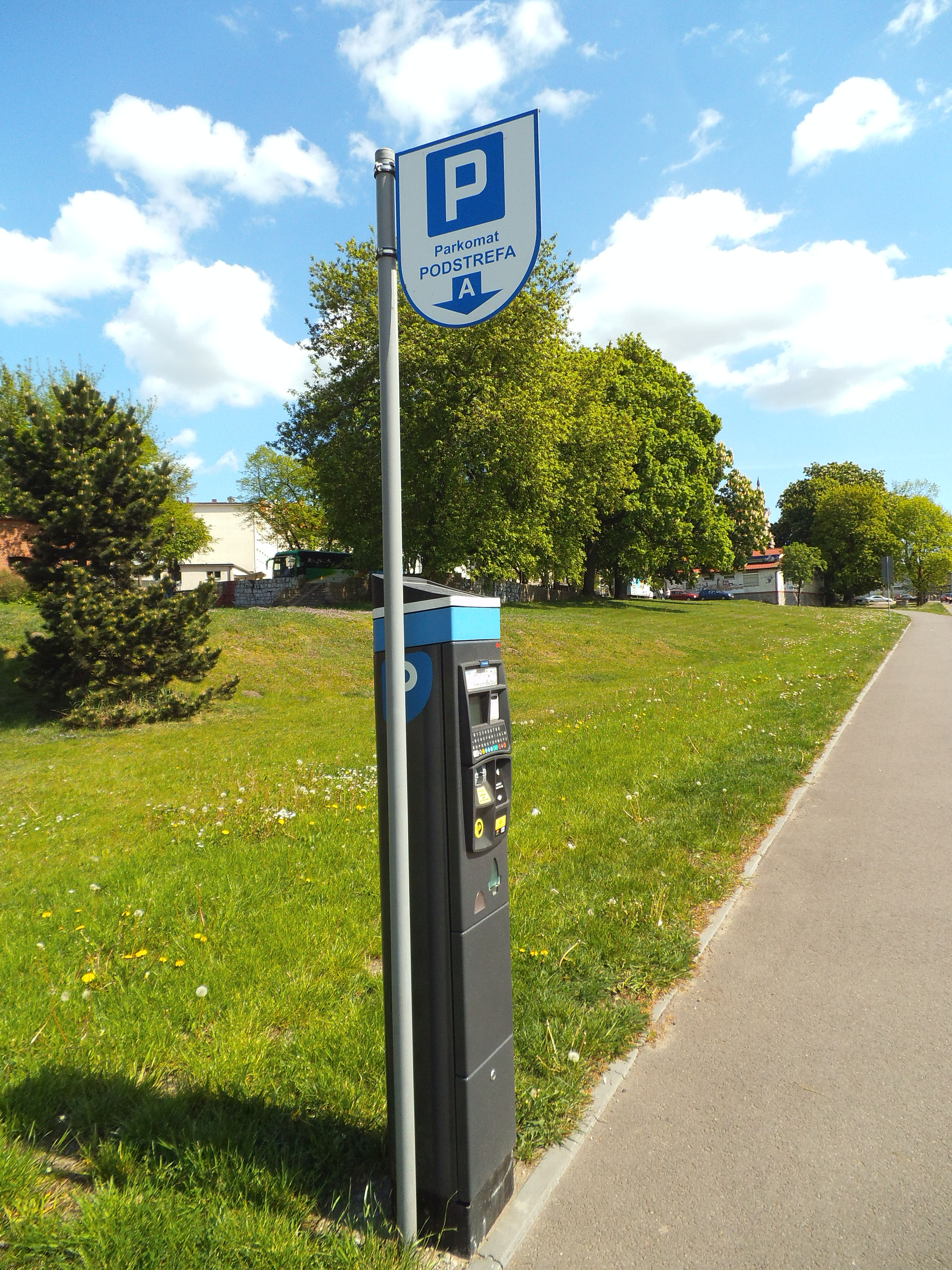
Parkomat w Toruniu
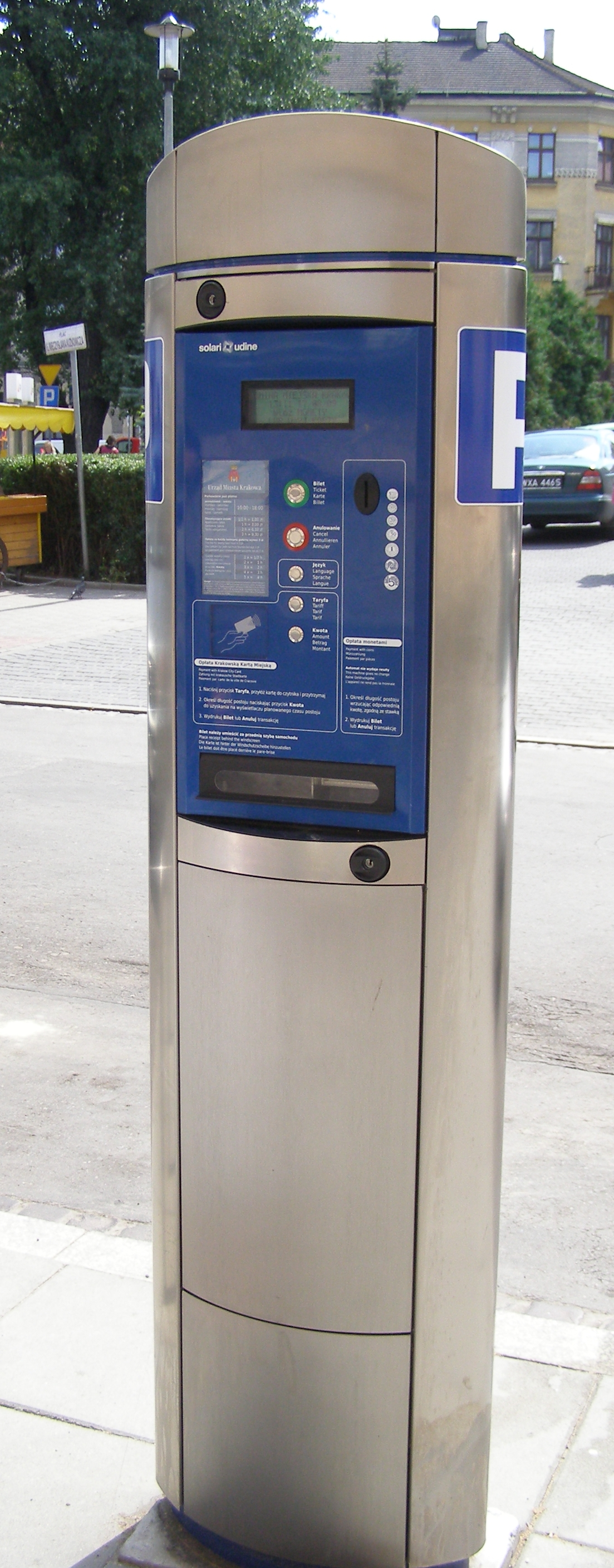
Parkomat w Krakowie
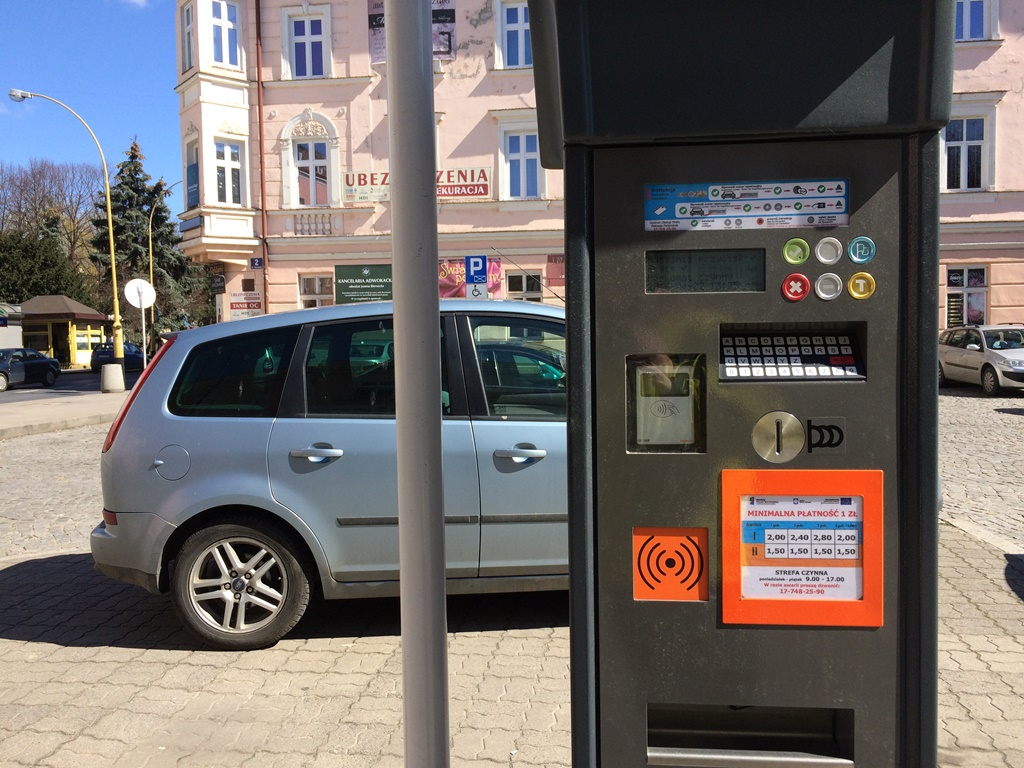
Parkomat w niebieskiej strefie miasta Rzeszów
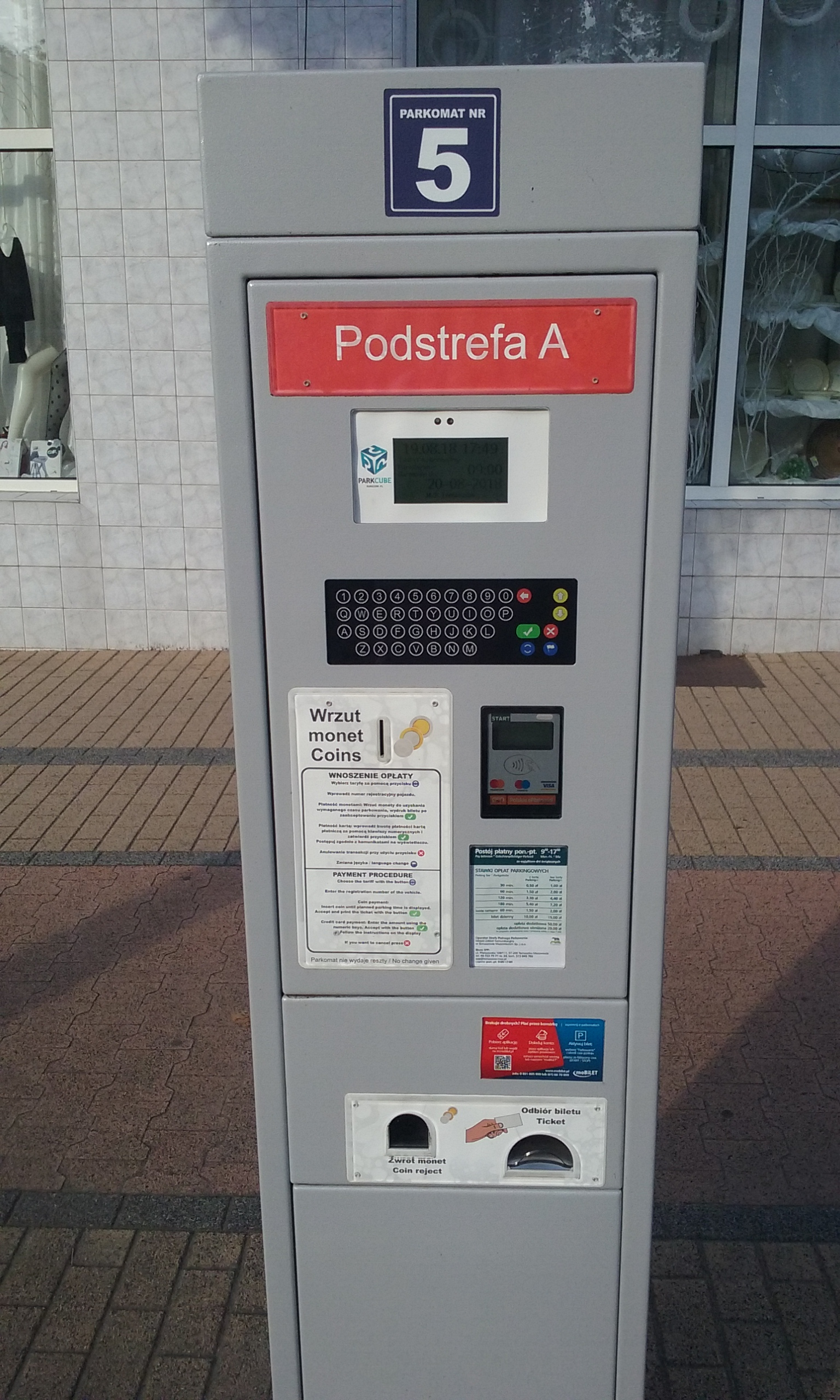
Parkomat w Tomaszowie Mazowieckim
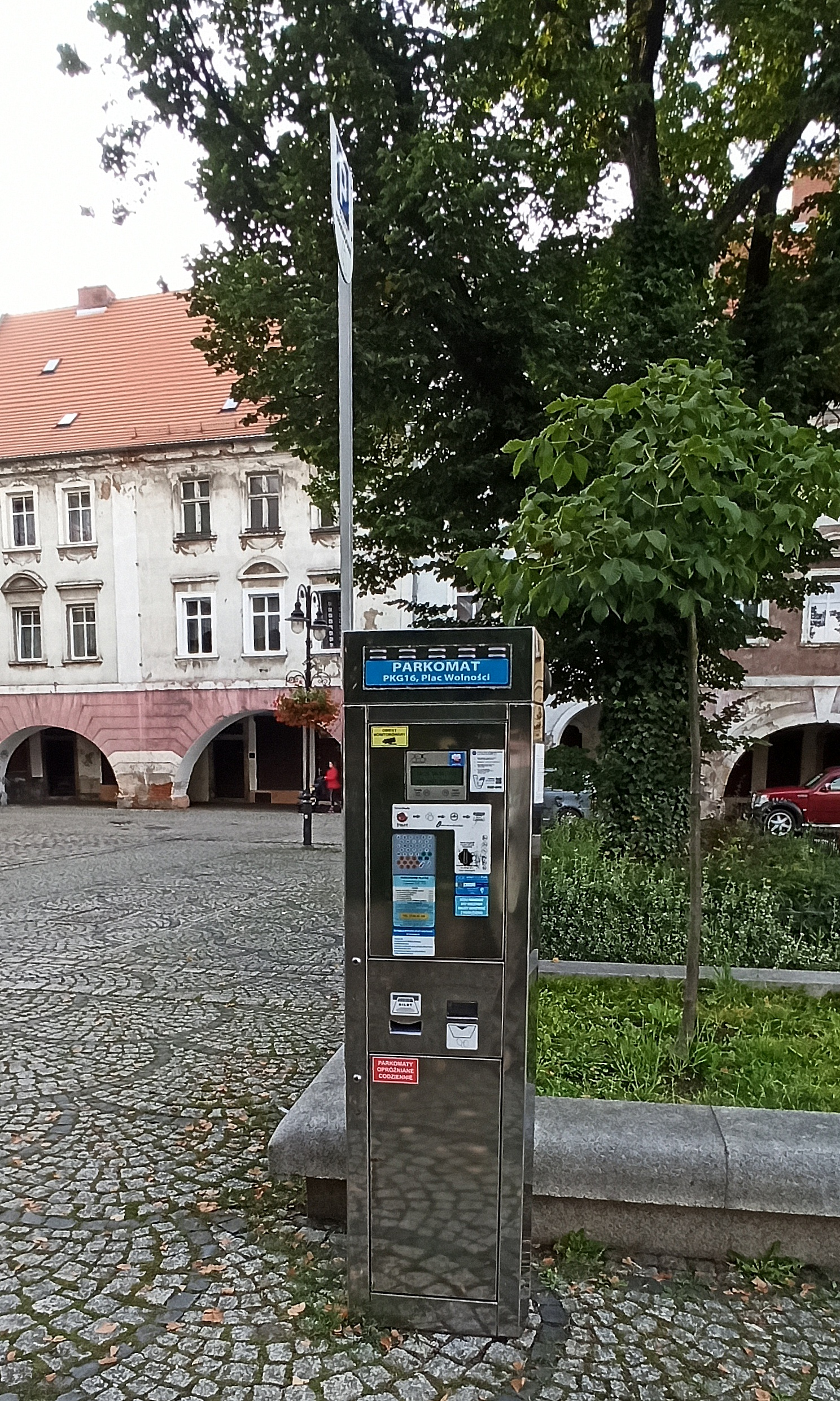
Parkomat w Kamiennej Górze na placu Wolności